# Popotnikova palma
Popotnikova palma (znanstveno ime Ravenala madagascariensis, splošno znana kot popotnikovo drevo ali vzhodno-zahodna palma, je vrsta enokaličnice, ki jo najdemo na Madagaskarju. To ni prava palma, temveč predstavnica družine strelicijevk (Strelitziaceae).

## Opis
Ogromni lopatičasti listi so na dolgih pecljih v značilni pahljačasti obliki, poravnani v eni ravnini (distih). Veliki beli cvetovi so strukturno podobni tistim njegovih sorodnikov, cvetov kraljevske strelicije (Strelitzia reginae) in vrste Strelitzia nicolai, vendar na splošno veljajo za manj privlačne, z zelenim ovršnim listom. Ti cvetovi po oploditvi proizvedejo briljantno modra semena. V tropskih in subtropskih regijah se rastlina pogosto goji zaradi njene značilne zgradbe in listja. Ko rastlina odrašča, postopoma izgublja najnižje ali najstarejše liste in razkriva čvrsto sivo deblo. Od štirih oblik, sort ali podvrst je največja Bemavo iz hribovja vzhodnega Madagaskarja, ki je lahko visoka 30 metrov z deblom, debelim 60 cm. Listna pahljača je sestavljena iz 30 do 45 listov za zrele primerke, od katerih je vsak dolg do 11 metrov.
Število kromosomov je 2n = 22.

## Razširjenost in habitat
Ravenala madagascariensis je zelo razširjena na Madagaskarju, vključno z vlažnimi nižinskimi gozdovi, gorskimi gozdovi, travniki in skalnatimi območji, od morske gladine do 1500 metrov nadmorske višine.

## Ekologija
Variji so znani opraševalci te rastline in glede na velikost in strukturo socvetij ter selektivnost lemurjev, način prehranjevanja in dolg gobec se domneva, da se je ta odnos razvil v procesu koevolucije.

## Gojenje
Rastlina potrebuje sončno mesto (ne polnega sonca, dokler ni večja). Dobro se odziva na gnojenje, zlasti če je med rastno sezono veliko dušika. To povzroči boljšo rast in listje. Rastlina zraste do povprečne višine 7 m in potrebuje zmerno veliko vode.

## Galerija
- Uporaba v mestnem okolju na Mauiju na Havajih
- V parku Phnom Penha v Kambodži
- Semena
- Lubje
- Stari peclji se rjavo posušijo
- Ravenala z izrabljenim socvetjem